# Rainbow Butterfly Unicorn Kitty
Rainbow Butterfly Unicorn Kitty, abbreviato in RBUK, è una serie televisiva animata che narra le avventure di Felicity, una magica gattina con poteri magici: arcobaleno, farfalla e unicorno. Vive magiche avventure con i suoi migliori amici Athena, Miguel e Yana nella città di Mythlandia. La serie è composta da 26 episodi ed è stata creata da Richard Magallanes e prodotta da Funrise e Bardel Entertainment.

## Trama e personaggi
Una gattina vivace di nome Felicity vive magiche avventure con i suoi tre amici Miguel (un chihuahua), Athena (una civetta) e Yana (una yeti) in una magica città. Possiede tre poteri magici: arcobaleno, farfalla e unicorno, può seguire gli eventi di Purrfect Party, Kitty Power. Agli amici piace passare il loro tempo insieme al Mythic Malts, un bar-ristorante in cui servono dei frappé magici e rinfrescanti.
- Felicity è una gattina ibrida con dei poteri di trasformazione. È sicura di sè, vivace e allegra, ama il magenta e vivere avventure rese magiche dai suoi superpoteri
- Miguel è il migliore amico di Felicity. È un chihuahua di colore blu, possiede una chitarra magica che si trasforma in uno scettro.
- Yana è una yeti un po' stupida ma altruista; è un'altra amica di Felicity e vive in una gigante palla di vetro piena di neve.
- Athena è una sapiente civetta esperta sulla storia della loro città, vuole sempre conoscere cose nuove.

## Episodi
Sono stati prodotti 25 episodi da 22 minuti contenenti due storie di 11 minuti ciascuno. L'ultimo è uno speciale di Natale, che racconta invece una storia intera.

## Produzione
Rainbow Butterfly Unicorn Kitty è una serie televisiva animata creata da Rich Magallanes e d è stata prodotta da Funrise Toys, un'azienda della California. Il 27 gennaio dell'anno 2019 venne lanciata l'anteprima e, il giorno seguente, il primo episodio. La serie venne successivamente cancellata dopo una sola stagione, in quanto venne considerata un rip off della serie televisiva della LEGO "Unikitty!".

## Fonti esterne
- Sito ufficiale Archiviato il 31 ottobre 2019 in Internet Archive.
- RBUK su Fandom
- Rainbow Butterfly Unicorn Kitty Wiki su Fandom.